# 成女学園中学校・成女高等学校
成女学園中学校・成女高等学校（せいじょがくえんちゅうがっこう・せいじょこうとうがっこう）は、東京都新宿区富久町に所在し、中高一貫教育を提供する私立女子中学校・高等学校。
高等学校において、中学校から入学した内部進学の生徒と高等学校から入学した外部進学の生徒との間では、第1学年から混合してクラスを編成する併設型中高一貫校。

## 概要
校名の成女は「坤道成女」という漢書に由来する。「坤道」とは「大地の道」を表す。「地にしっかり根ざした道を歩むことが女性の基本である」の意味を持つ。開校にあたり水谷直孝、吉村寅太郎らにより校名が定められた。
1899年（明治32年）開校時の所在地は麹町区下二番町であったが、1906年（明治39年）に牛込区市谷冨久町（現：新宿区富久町）に移転した。開校初期の教師陣には嘉悦孝（のちの日本女子商業学校、現かえつ有明中学校・高等学校創始者）などがいる。
第三代校長の宮田脩はリベラリストとして知られ、大正期、昭和初期当時の雑誌等への寄稿や連載が多数みられる。そのため、当時は宮田の下で学びたいと地方から上京する入学者も多く集めた。
東京都世田谷区には千歳学習寮がある。1968年（昭和43年）には成女烏山スイミングクラブが創設され、2012年（平成24年）まで運営された。昭和40年代 - 50年代にかけては水泳の強豪校として知られた。
平成期に入ってからは生徒数の減少が続いている。現在は少人数を生かした教育を行っており、中学、高校、学年を問わず生徒や教職員が交流する。また、入試も保護者同伴面接を重視するなど、受験者数が少なくても全入ではない。

## 沿革
- 1899年（明治32年） - 東京府東京市麹町区下二番町に成女学校創立。
- 1906年（明治39年） - 現校地に移転。
- 1908年（明治41年） - 成女高等女学校に改称。
- 1909年（明治42年） - 校歌『この花』制定。
- 1922年（大正11年） - 制服を制定。
- 1929年（昭和4年） - 校旗・校章制定。
- 1947年（昭和22年） - 学制改革により、成女学園中学校を設立。
- 1948年（昭和23年） - 成女高等学校を設立。
- 1968年（昭和43年） - 成女烏山スイミングクラブ創設。
- 1986年（昭和61年）- 千歳学習寮完成。
- 2012年（平成24年）
  - 成女烏山スイミングクラブ廃止。
  - 成女高等学校、淑徳大学と高大連携に関する協定を締結[2][3]。
- 2022年（令和4年）4月1日　- 学校法人創志学園が学校法人成女学園を合併。設置者が学校法人創志学園となる[4]。

## 交通
- 都営地下鉄新宿線曙橋駅 徒歩5分
- 東京メトロ丸ノ内線四谷三丁目駅 徒歩8分
- 都営バス白61(新宿駅西口～練馬車庫)市ヶ谷富久町バス停 徒歩1分

校舎は靖国通りに面しており、交通至便でありながら静かな環境に立地している。

## 著名な教員
- 吉村寅太郎 - 初代校長
- 山根正次 - 衆議院議員、医学者（第二代校長）
- 宮田脩(1874－1937) - 教育者（第三代校長）。早稲田大学文科を卒業し、同大監事も務めた[5]。丁酉倫理会会員[6]。
- 嘉悦孝
- 戸板関子

## 著名な出身者
- 岡田八千代 -作家
- 飯塚くに - 日本舞踊家・坪内逍遥の養女
- 望月百合子 - 評論家
- 近藤真柄 - 婦人運動家
- 有明淑 - 太宰治「女生徒」の原案日記提供者
- 大迫倫子 - 作家
- 八木孝子 - 女優
- 江波和子 - 女優
- 森下彰子 - 女優
- 中野玲子 - 小説家
- 南城ひかり - 元宝塚歌劇団
- 佐々木ヨーコ - ローラーゲーム選手、東京ボンバーズ女性キャプテン
- 井野亜季子 - バレーボール選手　※中学のみ
- 山崎幸子 - 元競泳選手。1976年モントリオール・1980年モスクワオリンピック日本代表

## 制服
- 冬服 - 紺色のセーラー服、白の襟カバー付
- 夏服 - 白色のセーラー服

中高共通の伝統の制服であり、基本的なデザインは90年以上変わっていない。スカートの裾に黒色のリボンが1本横に走るのが特徴的。学園創設時、生徒たちが自発的に誇りと自戒のしるしとして黒線を袴につけていたことに由来する。

## 校歌
『この花』
作詞／杉谷代水、作曲／東儀鉄笛。

## 特徴
- 校内の中庭には新宿区の指定史跡・小泉八雲旧居跡がある。
- 毎年、高校生が東京都障害者スポーツ大会にボランティアとして参加している。
- 生徒の芸能活動は禁止されている。
- 靖国通りに面した鉄筋コンクリート造校舎は大正15年竣工で蔦に覆われている。正確な記録はないものの、昭和10年代頃から飛来した野鳥によって蔦の種子が運ばれ生育していったものと考えられ、生徒や職員によって大切に育てられ現在に至る。この校舎は現在も生徒ホール、美術教室などとして使われている。
- 軽音楽部（LM-CLUB）などの部活動が盛んである。
- 毎年春に行われる遠足は伝統的に「野遊会」と称される。
- 長野県北佐久郡軽井沢町に高原寮施設があり、毎年中1と高1がそれぞれ夏期に宿泊学習を行う。